# Тейлор ван дер Хюлст, Питер
Питер Тейлор ван дер Хюлст (нидерл. Pieter Teyler van der Hulst) — банкир шотландского происхождения, умерший бездетным и завещавший 2 миллиона флоринов на развитие религии, науки и искусства в своём родном городе Харлеме, что привело к созданию Музея Тейлора. Также основал Дворик Тейлора.

## Биография
Тейлор был потомком богатых купцов-шотландцев. Его фамилия происходит от шотландского Tailor. Он женился на леди Елене Винандс Верчаве (Helena Wynands Verschaave) в 1728 году. Изначально создал капитал на торговле шёлком и прочими тканями, но с 1763 года стал развивать банкирскую деятельность.
Тейлор являлся активным последователем шотландского Просвещения. Был активным членом общины меннонитов. С 1750 года стал попечителем детского дома города. Семья Тейлоров активно участвовала в жизни общины, и даже открыла дворик в 1752 году, причём услугами этого заведения могли пользоваться не только меннониты.
Тейлор написал завещание, приведшее к образованию музея, носящего его имя, в 1756 году, после смерти жены. Изначально в нём была обозначена ежегодная награда хранителям его библиотеки, научной и художественной коллекции.

## Интересные факты
В XVIII веке в правящие классы Амстердама и Харлема входили только протестанты. Вследствие этого католики, меннониты, квакеры и прочие не могли участвовать в деятельности Голландского общества наук (Hollandsche Maatschappij дер Wetenschappen), открытого в 1752 году.
Сейчас здание общества находится напротив Музея Тейлора и поддерживает с ним тесный контакт.